# 最後通牒
最後通牒（さいごつうちょう）あるいは最後通告（さいごつうこく）（英: ultimatum）（羅: ultimatum）とは、外交文書の一つで、国際交渉において最終的な要求を文書で提示することで交渉の終わりを示唆し、それを相手国が受け入れなければ交渉を打ち切る意思を表明することである。
一般的に国家間の国際紛争の場合は、相手が受け入れない時は交渉の打ち切りは軍事的な実力行使の段階に移ることを意味するため、戦争を宣言する行為に準ずるものとなる。

## 概要
「開戦に関する条約」（1907年10月18日署名）は、「宣戦布告」あるいは「条件付宣戦布告を記した最後通牒」を、開戦に先立ち相手国に通告する義務を定めている。戦時国際法上、期限を定めた最後通牒はその期限を過ぎた時、期限を定めない最後通牒は即時の宣戦布告と見做されるというのが通説である。たとえば日露戦争開戦時（1904年2月8日）は日本が宣戦布告なしにロシアに攻撃を行ったことが問題とされたが、その2日前の2月6日に期限を定めない最後通牒が手交されていたため、アメリカを含めた中立国の間では問題ないとされた。

## 具体例
- 最後通牒の具体例
  - 第一次世界大戦直前のオーストリア・ハンガリー帝国によるセルビア王国に対する最後通牒（オーストリア最後通牒）
  - 第一次世界大戦時のイギリスによるドイツ帝国に対する最後通牒（ドイツ軍のベルギーからの撤退を要求）
  - 第二次世界大戦時のイギリスによるナチス・ドイツに対する最後通牒（ドイツ軍のポーランドからの撤退を要求）
  - イラク戦争直前のアメリカによるイラクに対する最後通牒（サッダーム・フセイン及びその一族の国外退去を要求）
- 最後通牒に近い例
  - 第一次世界大戦時の日本による中華民国に対する通牒（二十一カ条要求）
  - 太平洋戦争直前のアメリカによる日本に対する通牒（ハル・ノート）

## 日米開戦
日米戦争（大東亜戦争）の開戦時には真珠湾攻撃（これは本当に宣戦前の攻撃であったが）と絡めて、「日本は常に宣戦布告をせず、だまし討ちをする国である」と反日宣伝の材料に使われた（日本人の史家にもこの論法を用いる者が少なくないため、反日宣伝だけとは言い切れないとする見方もある）。ただし開戦に関する条約は第3項に総加入条項が付与されており、純粋な国際法を議論する際には注意が必要である。また米国内における大統領府の戦争責任問題に関する議論においては、主にルーズベルト政権の政敵の立場に立ったものからはハル・ノートが最後通牒であったとする見方もある。
なお、アメリカのフランクリン・ルーズベルト政権は、真珠湾攻撃の翌日の大統領議会演説の中で、日本側が交渉継続の姿勢を示し続ける裏で真珠湾奇襲のための機動部隊を進発させていたことをもって「騙し討ち」と非難しており、また遅れて交付された通告文書自体も交渉妥結が期待できないと述べているのみで武力行使の示唆がされていないとし、日本側が不手際で通告の直前交付に失敗したことが非難の主眼となっているわけではない。

## その他
外交とは関係なく、交渉決裂も辞さない態度で、相手に最終要求を一方的に示すこととして、「最後通牒」という言葉が使用されることがある。